# Студитов, Пётр Васильевич
Пётр Васильевич Студитов (1885—1957) — врач, деятель здравоохранения, организатор здравоохранения в Карелии, Заслуженный врач Карело-Финской ССР (1943).

## Биография

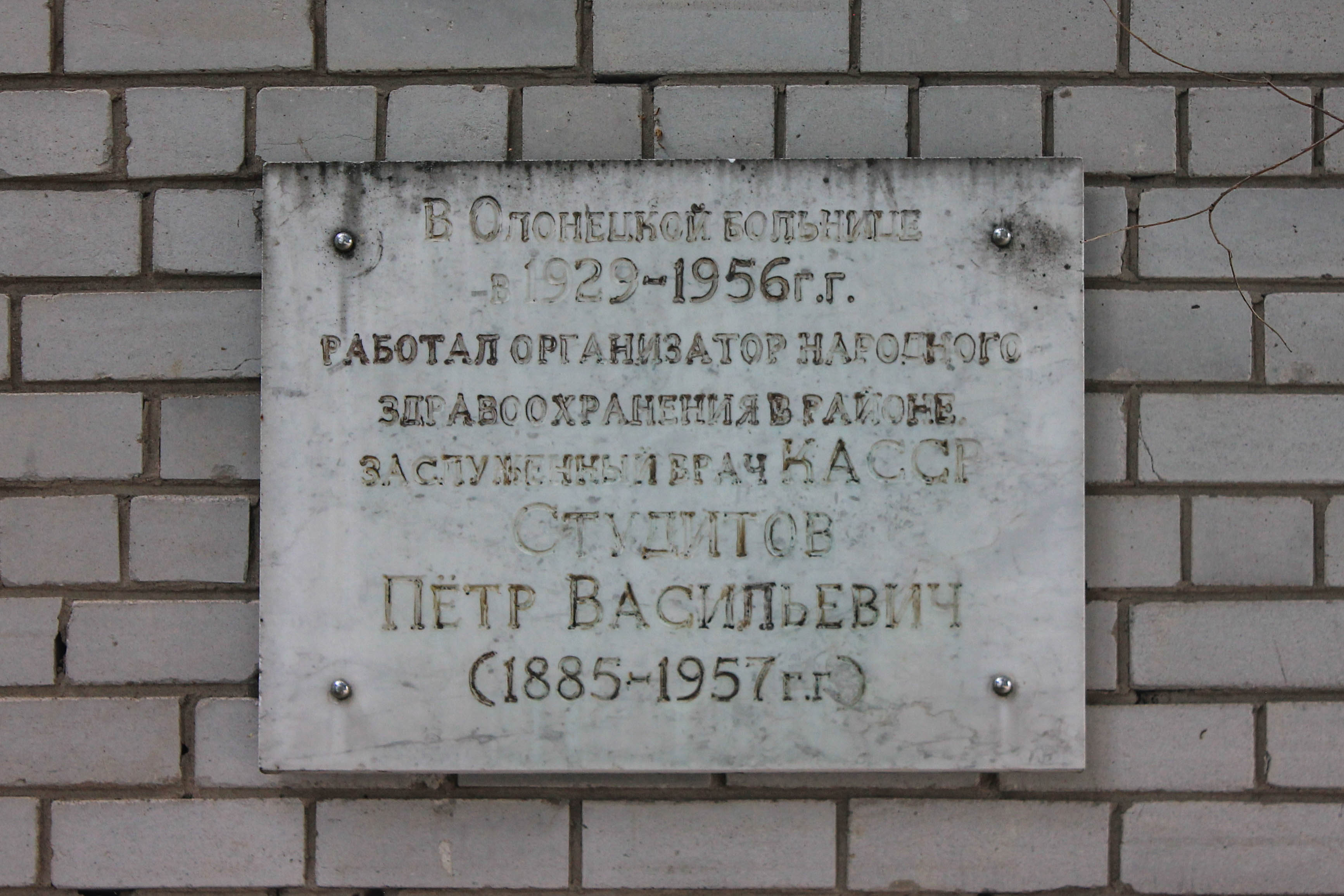
Мемориальная доска в память о Студитове на здании олонецкой поликлиники

Родился в семье регистратора уездного Петрозаводского полицейского управления. Мать в дальнейшем работала в Пудожском уездном земстве повивальной бабкой Почезерской волости. Окончил Каргопольское духовное училище.
В 1905 г. закончил Петрозаводскую фельдшерскую школу Олонецкого губернского земства.
С 1905 г. работал хирургом Олонецкой губернской больницы. Во время Первой мировой войны — фельдшер Николаевского медицинского госпиталя, в 1918 г. — лазарета 121-й пехотной дивизии. По окончании войны вернулся в Петрозаводск.
С 1923 г. обучался в Ленинградском университете медицинских знаний, который окончил в 1927 г.
С 1927 г. — хирург Олонецкой районной больницы, впоследствии — главный врач Олонецкой больницы. Благодаря П. В. Студитову в Олонце была построена новая больница. Участвовал в советско-финской войне в качестве врача.
В начале Великой Отечественной войны в эвакуации в г. Сокол Вологодской области (1941—1942 г.г.).
В 1942—1944 годах — главный врач отделения переливания крови районной больницы в г. Сегеже.
После освобождения г. Олонца — главврач Олонецкой больницы, заведующий Олонецким районным отделом здравоохранения.
В 1954 г. Пётр Васильевич ушёл с поста главврача, но остался хирургом больницы.
Избирался депутатом районного Совета депутатов трудящихся, Верховного Совета Карело-Финской ССР четвертого созыва.

## Память
В честь доктора П. В. Студитова названа одна из улиц г. Олонца.
Могила врача П. В. Студитова признана приказом Министерства культуры Республики Карелия от 8 февраля 2000 г. объектом культурного наследия Карелии.